# 101 (album)
A „101” további jelentéseihez lásd a 101 (egyértelműsítő lap) nevű lapot.
A 101 a Depeche Mode 1989-ben megjelent koncertlemeze, illetve koncertfilmje, melyeket 2003-ban újrakeverve ismételten kiadtak SACD és DVD formátumban. A koncertet az addigi legnagyobb turnéjuk utolsó USA-beli állomásán, a Los Angeles-i hetvenkét-ezer főt befogadó Pasadena Rose Bowl stadionban rögzítették. Ez volt a turné 101. állomása, innen a név. A koncert legendássá vált, innen számítható, hogy a zenekar stadion-sztárrá nőtte ki magát. Itt vette kezdetét a Depeche Mode-koncertek egyik védjegyeként ismert búzamező-szerű karlengetés a Never Let Me Down Again című dal alatt a közönség soraiban, a frontember, Dave Gahan vezetésével.

## Számlista
1989 MUTE / Stumm 101
1. lemez
1. Pimpf – 0:58
2. Behind the Wheel – 5:55
3. Strangelove – 4:49
4. Sacred – 5:09
5. Something to Do – 3:54
6. Blasphemous Rumours – 5:09
7. Stripped – 6:45
8. Somebody – 4:34
9. Things You Said – 4:21

2. lemez
1. Black Celebration – 4:54
2. Shake the Disease – 5:10
3. Nothing – 4:36
4. Pleasure Little Treasure – 4:38
5. People are People – 4:59
6. A Question of Time – 4:12
7. Never Let Me Down Again – 6:40
8. A Question of Lust – 4:07
9. Master and Servant – 4:30
10. Just Can’t Get Enough – 4:01
11. Everything Counts – 6:31

1989 VHS: Mute Film / MF007
1. 101 – The Movie – 117:00

2003 MUTE / Stumm 101 (SACD)

Háromféle audióformátumban: 5.1 SACD, Stereo SACD és Stereo CD.
1. lemez
1. Pimpf – 0:58
2. Behind the Wheel – 5:55
3. Strangelove – 4:49
4. Sacred – 5:09
5. Something to Do – 3:54
6. Blasphemous Rumours – 5:09
7. Stripped – 6:45
8. Somebody – 4:34
9. Things You Said – 4:21

2. lemez
1. Black Celebration – 4:54
2. Shake the Disease – 5:10
3. Nothing – 4:36
4. Pleasure Little Treasure – 4:38
5. People are People – 4:59
6. A Question of Time – 4:12
7. Never Let Me Down Again – 6:40
8. A Question of Lust – 4:07
9. Master and Servant – 4:30
10. Just Can’t Get Enough – 4:01
11. Everything Counts – 6:31
12. Pimpf [Full Version]

2003 DVD: Mute Film / DMDVD3
1. lemez
1. 101 – The Movie (választható audiókommentáral)

2. lemez
1. Master and Servant
2. Pimpf
3. Behind the Wheel
4. Strangelove
5. Blasphemous Rumours
6. Stripped
7. Somebody
8. Black Celebration
9. Pleasure Little Treasure
10. Just Can’t Get Enough
11. Everything Counts
12. Never Let Me Down Again
13. Dave Gahan Interview
14. Martin Gore Interview
15. Andrew Fletcher Interview
16. Jonathan Kessler Interview
17. Daniel Miller Interview
18. Christopher Hardwick Interview
19. Oliver Chesler Interview
20. Jay Serken Interview
21. Everything Counts (videóklip)

Valamennyi szám Martin Lee Gore szerzeménye, kivéve a Just Can’t Get Enough-ot, melyet Vince Clarke írt.